# Akcja Wyborcza Solidarność Prawicy
Akcja Wyborcza Solidarność Prawicy – koalicja wyborcza zawarta 24 maja 2001 przed wyborami parlamentarnymi przewidzianymi na ten rok.
Koalicję utworzyły ugrupowania należące do Akcji Wyborczej Solidarność (Ruch Społeczny Akcji Wyborczej Solidarność, Porozumienie Polskich Chrześcijańskich Demokratów i Zjednoczenie Chrześcijańsko-Narodowe), a także Ruch Odbudowy Polski.
Przewodniczącym komitetu wyborczego AWSP został minister nauki w rządzie Jerzego Buzka – Andrzej Wiszniewski. ROP jeszcze przed wyborami – 19 lipca 2001 – wystąpił z koalicji, zapowiadając start swoich kandydatów z list Ligi Polskich Rodzin. Z kolei na listach AWSP (z reguły na ostatnich miejscach) znaleźli się przedstawiciele Konfederacji Polski Niepodległej Leszka Moczulskiego.
AWSP w głosowaniu 23 września 2001 zdobyła tylko 5,6% głosów, nie przekraczając tym samym wynoszącego dla koalicji 8% progu wyborczego i nie uzyskując żadnych mandatów w Sejmie. Swoich przedstawicieli AWSP wprowadziła tylko do Senatu, do którego startowała w ramach szerszej koalicji – Bloku Senat 2001.
Senatorami zostali reprezentujący RS AWS Franciszek Bachleda-Księdzularz i Andrzej Chronowski (okręg nowosądecki), Mieczysław Janowski i Janina Sagatowska (okręg rzeszowski), Krzysztof Piesiewicz (okręg warszawski), Edmund Wittbrodt (okręg gdyński) i Teresa Liszcz z PPChD (okręg lubelski).
Po wyborach AWSP zakończyła swoją działalność.